# Заводское сельское поселение (Смоленская область)
Заводско́е се́льское поселе́ние — упразднённое муниципальное образование в составе Вяземского района Смоленской области России.
Административный центр — деревня Хватов-Завод. На территории поселения находилось 15 населённых пунктов.
Образовано Законом Смоленской области от 28 декабря 2004 года. Упразднено Законом Смоленской области от 25 мая 2017 года с включением всех входивших в него населённых пунктов в Семлёвское сельское поселение.

## Географические данные
- Общая площадь: 358,11 км²
- Расположение: южная часть Вяземского района
- Граничит:
  - на севере — Поляновским сельским поселением
  - на северо-востоке — Юшковским сельским поселением
  - на востоке и юге — с Угранским районом
  - на западе — с Калпитским сельским поселением
  - на северо-западе — с Семлёвским сельским поселением
- Крупные реки: Дебря, Корея.

## Экономика
Сельхозпредприятия, магазины, строительные организации.

## Население
| 2011 | 2012 | 2013 | 2014 | 2015 | 2016 | 2017 |
| ---- | ---- | ---- | ---- | ---- | ---- | ---- |
| 420  | ↘412 | ↘406 | ↘404 | ↘387 | ↘377 | ↘370 |

## Населённые пункты
В состав поселения входили следующие населённые пункты:
- Хватов-Завод, деревня
- Бабенки, деревня
- Большие Лопатки, деревня
- Большое Петрово, деревня
- Большое Староселье, деревня
- Веригино, деревня
- Годуновка, деревня
- Дебрево, деревня
- Иванково, деревня
- Малые Лопатки, деревня
- Матюшино, деревня
- Никольское, деревня
- Путьково, деревня
- Теплушка, деревня
- Хмельники, деревня